# Talk Talk
Talk Talk a fost o formație britanică de synthpop/new wave, devenită populară prin anii 80', cunoscută mai ales pentru hiturile Talk Talk, Today, Such a Shame, It's My Life, Dum Dum Girl , My Foolish Friend, Life's What You Make It, Living In Another World și altele.

## Formarea trupei și succesul de mai târziu (1981-1983)
Talk Talk începe cu un quartet constând în Mark Hollis fostul membru al trupei The Reaction (vocalist/compozitor principal) el are și un frate Ed Hollis care este producător sau manager pentru trupa Eddie and the Hot Rods, Lee Harris (tobe) fostul membru al trupei Eskalator și Bark Psychosis, Paul Webb (chitarist) fostul membru al trupei Eskalator și Simon Brenner (tastatură). În anii de mai târziu, ei fuseseră general asociați cu stilul muzical New Romantic mișcare; mai apoi mai precis, aceștia au fost de multe ori comparați cu Duran Duran, ca ambele formații au purtat un nume care a fost format într-un singur cuvânt repetat, o direcție muzicală Roxy Music-inspirată, și au împărtășit aceeași casă de discuri (EMI) și producător (Colin Thurston). Trupa de asemenea a susținut pe Duran Duran în turneu la sfârșitul anului 1981.
Trupa își lansează primul cântec, Mirror Man, la casa de discuri EMI în Februarie 1982. Cântecul este foarte dezamăgitor nu a ajuns un succes, dar a fost repede urmat de un cântec auto-intitulat în aprilie 1982 (o reînregistrare a acestui cântec scris de The Reaction) care a ieșit pe locul 52 în Anglia. Primul album al trupei, numit The Party's Over, a fost lansat în iulie 1982. Trupa a fost pe primul loc din Anglia în Top 40 hits cu cântecele Today în videoclip apare un băiețel care se scoală din pat speriat și încearcă să fugă și ajunge într-o cameră unde se aflau membrii trupei dar băiețelul în continuare fuge etc. (Anglia locul 14) și o relansare a cântecului Talk Talk prima versiune a videoclipului apare deschizându-se un disc pe pick-up pe care scria Talk Talk și în el era trupa Talk Talk, la a doua versiune a videoclipului apar pe stradă la început invitații de la petrecere și apoi cei 3 membri Lee Harris, Paul Webb și Simon Brenner care apoi se întâlnesc cu Mark Hollis care zbiară și țipă și îi apare umbra lui Lee Harris pe pereții blocurilor, apoi ei apar la un restaurant unde sunt mulți invitați care asistă la petrecere, iar trupa cântă și dansează plus că apar toți membrii țipând asta doar la prima versiune a videoclipului la a doua versiune nu acolo doar Mark Hollis țipă. (Anglia locul 23). Aceste cântece de asemenea au fost hituri în câteva țări incluzând Irlanda, Africa de Sud și Noua Zeelandă. Albumul a fost produs de Colin Thurston, care a fost producător și celor de la Duran Duran primele două albume au fost luate de Mark Hollis pentru implicarea sa cu David Bowie Heroes. A fost un succes moderat în Anglia, pe locul 21, și mai târziu certificate cu argint de la BPI pentru vânzări a 60.000 de copii în 1985. A fost în top 10 hit în Noua Zeelandă.
Acestea au fost introduse pentru un public mult mai larg cu audiență în octombrie 1982 când au susținut pe Genesis la un concert de reuniune cu originalul solist Peter Gabriel la Milton Keynes Bowl, Anglia.
Simon Brenner a plecat după cântecul din 1983 My Foolish Friend în care apare Mark Hollis,Lee Harris și Paul Webb muncind la un atelier tehnologic apoi dă să se întâlnească cu așa zisul prieten al său prost etc care îi spune să nu încerce să trăiască viața lui care din păcate moare Mark Hollis fiind trist la sfârșitul acestui videoclip, când a fost produs frecvent cu colaboratorul lui Roxy Music Rhett Davies. În acest moment, Talk Talk a fost oficial trupă de 3, că Simon Brenner nu a fost niciodată oficial înlocuit. Oricum, Tim Friese-Greene a fost adus pentru a ajuta la înregistrarea cântecului It's My Life, și a devenit în scurt timp producătorul trupei și ocazional la tastatură, precum ca și partenerul său Mark Hollis frecvent compozitor. Deși o contribuție majoră la ieșire de studio al trupei, Friese-Greene nu participă în mod regulat cu trupa în timpul spectacolelor live sau apare în materialele publicitare, și nu a fost niciodată identificat ca un membru cu drepturi depline al trupei Talk Talk.

## Vârf comercial (1984-1986)
Talk Talk a realizat considerabil un succes internațional în 1984/1985, în special în Europa Continentală, și Australia (ajungând la #40 privind la tabel), cu albumul It's My Life care această melodie ajunge din întâmplare soundtrack la jocul de pe calculator GTA Vice City Stories. Acompanierea cântecului Such a Shame în videoclip apare un zar de diferite culori care se schimbă și se învârte dar după asta, se aud niște zgomote ca de frâne ale unei mașini ca și cum s-ar fi produs vreun accident, apar bineînțeles toți membrii trupei, Mark Hollis este trist la început zbiară țipă dar înainte de final el merge pe stradă iar apoi i se schimbă culoarea la îmbrăcăminte  dar și părul și zicând că acel zar îi decide soarta etc, la toți membrii trupei li se schimbă culoarea îmbrăcămintei etc, apoi se prostește punându-și mâinile în cap dar și cu gura râzând și cântând în același timp, ceilalți membri îl acompaniază cântând la instrumente (un cântec inspirat din cartea The Dice Man, la care a declarat chiar Mark Hollis că este o carte bună dar pe care nu o recomandă sub nici o formă pentru stilul de viață) a devenit hit în Top 5 în țările Austria, Germania, Italia și Elveția în această perioadă. Piesa de titlu a albumului a fost de asemenea în top 10 hit în Italia (unde sunt remix-uri a șase melodii de pe albumul, It's My Mix, era #86 cel mai bine vândut album din 1985), și a ajuns și în Statele Unite, Canada, Franța, Germania, Noua Zeelandă, și Olanda pe tabel. Al treilea cântec, Dum Dum Girl în acest clip apare doar Mark Hollis care povestește ceva despre el în prima versiune apare și Peter Gabriel împreună cu un alt membru al trupei adică Lee Harris, care zbiară și țipă când Mark Hollis îi întreabă ce fac apoi face glume cu ei la sfârșit dar în a doua versiune Peter Gabriel numai apare dar apare Mark Hollis împreună cu Paul Webb și Lee Harris acest cântec se referă la un protest împotriva prostituției, este un succes în unele țări europene și în Noua Zeelandă; albumul și cântecele, oricum, au fost în mare măsură ignorate în Anglia. Succesul comercial în ciuda trupei au făcut în mod deliberat alegeri care au mutat-o departe de tabel. Videoclipul It's My Life, de exemplu, este prezentat pe membrul trupei Talk Talk Mark Hollis la o grădină zoologică foarte morocănos care își bate joc de sincronizarea buzelor; unde urmărește animalele care mâncau și beau cu o privire foarte perversă și zâmbind doar, după protestul casei de discuri EMI, ei au refăcut clipul, transformându-l într-un total de pipi de preluare a buzelor sincronizate, în vorbele lui Alan McGee.
Artistul James Marsh designer-ul pentru imaginea de copertă pentru It's My Life bazată pentru trupa cu același nume. El a urmat tema ulterioară cu cântecele, rămânând solistul artistic al trupei și creează multe imagini de copertă și postere de a lungul carierii sale.
Talk Talk abandonează stilul muzical new wave de tot cu albumul The Colour Of Spring în 1986. El a devenit cel mai mare succes al albumului lor de studio în Marea Britanie, ieșind Top 10 (și cu certificate de aur de la BPI pentru vânzările de aproape 100,000 copii), în parte datorită clasamentului Top 20 la cântecul Life's What You Make It în care este prezentat Mark Hollis cântând la pian și țipând zbierând într-o pădure în care apar diferite animale și insecte și în care apare el împreună cu Paul Webb dar și Lee Harris, oricum Peter Gabriel a apărut doar în cântecul Dum Dum Girl al trupei nu a mai apărut și în alte cântece, acest cântec din întâmplare a ajuns soundtrack la un joc de pe calculator GTA Vice City. Albumul a fost de asemenea un succes comercial internațional și încă un alt cântec, Living in Another World în care apare Mark Hollis cântând la pian și apoi începe să simtă un vânt pe lângă părul lui care apoi îl face să zbiere și să țipe și să se simtă într-o altă lume alături de alți cântăreți din trupă Lee Harris și Paul Webb, care a fost în Top 40 din țările Germania, Olanda, Elveția, și Italia (și rămânând pe #48 și #44 în Anglia și Franța, respectiv). În tot acest timp, toate cântecele lui Talk Talk, vor fi scrise de Mark Hollis și Tim-Friese Greene.
O extinsă poziție pentru anul 1986 un turneu constând din membrii trupei Mark Hollis, Paul Webb, și Lee Harris, plus John Turnbull (chitară), Rupert Black și Ian Curnow (tastatură), Phil Reis și Leroy Williams (percuție), și Mark Feltham (muzicuță), Cele mai importante dintre aceste concerte a fost, la Festivalul de Jazz de la Montreux, 11 iulie 1986, lansat și pe DVD în 2008 ca Live la Montreux 1986.  

## Perioada de mai târziu (1988-1991)
- După succesul albumului The Colour Of Spring trupei i se acordă un buget foarte mare și urmând să se pregătească pentru următorul album. Aproximativ un an în devenire și oferind contribuții de la mulți muzicieni din afară, albumul Spirit Of Eden a fost lansat în 1988, la casa de discuri EMI. Albumul a fost asamblat de la mai multe ore de instrumente improvizate la care Mark Hollis și Tim Friese-Greene au editat și aranjat folosind echipament digital. Rezultatul a fost un mix de stiluri muzicale rock, jazz, clasică, și muzică ambientală. Criticat de asemenea, albumul a primit certificate cu argint de la BPI pentru vânzări a 60,000 copii și fabricat în Marea Britanie ajungând imediat după ce a fost lansat în topul 20 din Marea Britanie. Trupa anunță că nu a participat la recrearea albumului în varianta live (întrucât, conform spuselor lui Mark Hollis, "Oamenii ar vrea doar să audă cântecele deoarece acestea sunt în album și pentru mine asta nu mă satisface suficient"). Fără turism și fără videoclipuri muzicale și single-uri și simplu că trupa a intenționat, nu a existat un pic de comercializare au părăsit studioul de înregistrări e singurul lucru pe care il puteau face; în cele din urmă trupa a fost de acord cu părere de rău la un videoclip pentru versiunea remixată la cântecul "I Believe In You", lansat ca primul cântec. Mark Hollis, deși, a fost nefericit cu videoclipul, că el a făcut-o clar într-un interviu la revista Q Magazine: "Într-adevăr mă simt cu adevărat dezamăgit că videoul a fost o greșeală masivă...m-am gândit doar stând acolo și ascultând și într-adevăr mă gândesc la ceea ce a fost vorba, am avut-o în ochii mei, dar tu nu o poți avea. El doar se simte prost, a fost deprimant și mi-aș dori să nu se termine." În momentul producerii albumului Spirit Of Eden, managerul trupei Talk Talk Keith Aspden a încercat să elibereze trupa din contractul de înregistrare care îl aveau cu casa de discuri EMI. "Știam asta tot timpul că casa de discuri EMI nu a fost o companie a trupei cum ar fi trebuit să fie", spunând Aspden. "Am fost temător că banii nu au fost acolo pentru înregistrarea următorului album."EMI, de asemenea, a dorit să păstreze trupa de pe lista lor. După mai multe luni de litigii, trupa în cele din urmă a reușit în sine extragerea de contract. EMI a dat apoi în judecată trupa, susținând că albumul Spirit Of Eden nu a fost "satisfăcător comercial", dar cazul a fost aruncat în afara instanței.

Cum trupa se lansese de acum tot pe casa de discuri EMI, panoul lansează retrospectiva compilație Natural History în 1990. De asemenea a atins punctul culminant aceasta a ajuns pe locul 3 in topul albumelor din Anglia. Albumul a primit certificate cu aur de la BPI pentru vânzările a 100,000 de copii. A fost de asemenea un succes internațional și eventual doresc să vândă multe copii pentru a ajunge undeva la 1.000.000 copii în lume mondial. cântecul din 1984 "It's My Life" a fost de asemenea relansat, și în acest timp ajungând trupa la cel mai înalt nivel pe tabel cântecul în țara lor natală, lansat pe numărul 13 în clasamentul cântecelor din Anglia. O relansare a cântecului Life's What You Make It" a fost de asemenea lansată în Top 30. Urmărind în acest reînnoit popular interesul pentru trupă, panoul lansând apoi History Revisited în 1991, o compilație din 12 cântece inch și versiuni alternative care au urcat în topul 40 din Anglia, o introducere neobișnuit de mare pentru ceea ce în mod eficient niște remix-uri pentru album (de asemenea au  atins locul 30 în Germania și în Top 75 din Olanda). Trupa a dat în judecată casa de discuri EMI pentru relansarea remix-urilor materiale fără acordul permisiunii.
În 1990, Talk Talk semnează două albume și un nou contract cu casa de discuri Polydor. Au lansat albumul Laughing Stock la casa de discuri Polydor imprimat în 1991. În tot acest timp, Paul Webb părăsise trupa și Talk Talk s-a transformat în ceea ce a fost, în esență, un nume mare pentru studiourile de înregistrare format din Mark Hollis și Tim Friese-Greene, de-a lungul sesiunii cu o componență (inclusiv pe o perioadă lungă Lee Harris). Albumul Laughing Stock cristalizat cu un sunet experimental trupa începe cu Spirit Of Eden (care a fost relativ categorisită ca trupă post-rock de unii critici).Albumul Laughing Stock a atins numărul 26 în topul albumelor muzicale din Anglia.

## Despărțirea
După albumul Laughing Stock, Talk Talk se destramă în 1992 normal trupa inițial se desființase din 1991, Mark Hollis unul din membrii trupei își anunțase retragerea din muzică dar înainte de retragere își mai lansase un album solo, fiindcă dorea să se ocupe mai mult de copiii săi dar și de familia sa, fanii din Marea Britanie au fost dezamăgiți de alegerea lui Mark Hollis de a părăsi trupa dar nu a avut de ales din păcate a fost alegerea lui totuși însă ca să îi liniștească oarecum pe fani a organizat o ultimă reuniune cu Talk Talk în 1993 constând într-un concert de adio după aceea Talk Talk nu s-a mai reunit niciodată dar înainte de reuniune, Mark Hollis în 2002 i-a produs regizat și distribuit lui Sandra varianta cântecului Such a Shame dar din păcate varianta ei nu a ajuns un succes tocmai pentru că Sandra avea alte genuri muzicale ce nu s-au potrivit cu melodia asta, bine o singură dată s-a mai întâmplat să se reunească și anume în 2003 când o trupă Liquid People a dorit o colaborare cu ei la melodia It's My Life atunci au mai fost văzuți pentru singura dar și ultima dată, cu toate acestea fanii încă regretă că numai există trupa pentru că Mark Hollis a fost unul din cei mai buni cântăreți și compozitori etc dar nu numai el bineînțeles a contribuit în trupă și ceilalți membri adică Lee Harris, Paul Webb sau Simon Brenner dar în special pe Mark Hollis îl regretă fanii din Anglia pentru că din toți membrii trupei Talk Talk el a fost singurul care a vrut să se retragă dar pentru el conta mai mult familia și nu cariera muzicală din păcate încă îl roagă pe acesta să revină în muzică măcar nu contează indiferent că e o carieră solo sau cu vreo trupă dar acesta când a renunțat a spus sau a zis că va mai scoate un album cu numele său și atât. Au existat povești de sesiuni de dantelă opiu hedoniste dar nici o dovadă de astfel de extravaganță. atunci și ceilalți membri numai aveau nici un motiv să rămână în trupă doi dintre ei Lee Harris și Paul Webb și-au format o nouă trupă pe cont propriu .O.rang care se asemăna oarecum cu fosta lor trupă, ei au mai cântat împreună și cu trupa Eskalator, oricum interesant este faptul că binecunoscutul cântăreț Peter Gabriel dorea să se alăture acestei trupe pe motiv că numai voia să rămână la Genesis a dat probe alături de ceilalți cântăreți dar nu prea a convins că merită să rămână, dar era cât pe ce să intre în trupa asta era convins că intră din păcate nu l-au acceptat și nu pentru că ar fi fost el nebun etc nu l-au acceptat pentru că avea deja trupa 4 membri nu era loc și pentru el în trupă, așa că s-a reîntors la fosta lui trupă Genesis.

## Discografie

### Albume de studio
| An   | Titlu                | Poziții în topuri | Poziții în topuri | Poziții în topuri | Poziții în topuri | Poziții în topuri | Poziții în topuri | Poziții în topuri | Poziții în topuri | Poziții în topuri | Poziții în topuri | Poziții în topuri | Poziții în topuri | Poziții în topuri | Poziții în topuri | Poziții în topuri |    |
| An   | Titlu                | UK                | US                | AT                | CA                | FRA               | ES                | GER               | ITA               | NL                | NO                | NZ                | AUS               | SWE               | SWI               | FIN               | BE |
| ---- | -------------------- | ----------------- | ----------------- | ----------------- | ----------------- | ----------------- | ----------------- | ----------------- | ----------------- | ----------------- | ----------------- | ----------------- | ----------------- | ----------------- | ----------------- | ----------------- | -- |
| 1982 | The Party's Over     | 21                | 132               | –                 | –                 | –                 | –                 | –                 | –                 | –                 | –                 | 8                 | 94                | 47                | –                 | –                 | –  |
| 1984 | It's My Life         | 35                | 42                | –                 | 59                | 12                | –                 | 4                 | 10                | 3                 | –                 | 27                | –                 | 49                | 2                 | –                 | –  |
| 1986 | The Colour of Spring | 8                 | 58                | 16                | 14                | –                 | 5                 | 11                | 8                 | 1                 | 12                | 7                 | 71                | 25                | 3                 | 15                | 9  |
| 1988 | Spirit of Eden       | 19                | –                 | –                 | –                 | –                 | –                 | 16                | 30                | 32                | –                 | –                 | –                 | –                 | 12                | –                 | 3  |
| 1991 | Laughing Stock       | 26                | –                 | –                 | –                 | 26                | –                 | –                 | –                 | 60                | –                 | –                 | –                 | –                 | –                 | –                 | –  |

### Albume live
- London 1986 (1999) : GER No. 46

### Compilații
- It's My Mix (1985; released only in Italy,[3][4]
- Mini LP (1985, contains remixes only and similar to It's My Mix).
- Natural History: The Very Best of Talk Talk (1990) : UK No. 3, Germany No. 10, Netherlands No. 16, New Zealand No. 20, Elveția No. 27
- History Revisited: The Remixes (1991) : UK No. 35
- The Very Best of Talk Talk (1997) : UK No. 54, Norway No. 20 (in 2002)
- Asides Besides (1998)
- 12x12 Original Remixes (2000)
- The Collection (2000)
- Remixed (same as 12x12 Original Remixes) (2001)
- Missing Pieces (2001)
- Time It's Time (2003)
- The Essential (2003)
- Introducing... (2003)[2]
- Essential (2011)
- Natural Order (2013)

### Single-uri
| An   | Titlu                                        | Poziții în topuri | Poziții în topuri | Poziții în topuri | Poziții în topuri | Poziții în topuri | Poziții în topuri | Poziții în topuri | Poziții în topuri | Poziții în topuri | Poziții în topuri | Poziții în topuri | Album                                       |
| An   | Titlu                                        | UK Singles Chart  | CA                | FR                | GER               | NL                | NZ                | IRL               | IT                | SA                | SWI               | US Hot 100        | Album                                       |
| ---- | -------------------------------------------- | ----------------- | ----------------- | ----------------- | ----------------- | ----------------- | ----------------- | ----------------- | ----------------- | ----------------- | ----------------- | ----------------- | ------------------------------------------- |
| 1982 | "Mirror Man"                                 | –                 | –                 | –                 | –                 | –                 | –                 | –                 | –                 | –                 | –                 | –                 | The Party's Over                            |
| 1982 | "Talk Talk"                                  | 52                | –                 | –                 | –                 | –                 | –                 | –                 | –                 | –                 | –                 |                   | The Party's Over                            |
| 1982 | "Today"                                      | 14                | –                 | –                 | –                 | –                 | 10                | 16                | –                 | –                 | –                 | –                 | The Party's Over                            |
| 1982 | "Talk Talk" (Reissue)                        | 23                | –                 | –                 | –                 | –                 | –                 | –                 | –                 | 1                 | –                 | 75                | The Party's Over                            |
| 1983 | "Another Word"                               | –                 | –                 | –                 | 25                | –                 | –                 | –                 | –                 | –                 | –                 | –                 | The Party's Over                            |
| 1983 | "My Foolish Friend"                          | 57                | –                 | –                 | –                 | –                 | –                 | –                 | –                 | –                 | –                 | –                 | Non-LP single                               |
| 1984 | "It's My Life"                               | 46                | 30                | 25                | 33                | 30                | 32                | –                 | 7                 | –                 | –                 | 31                | It's My Life                                |
| 1984 | "Such a Shame"                               | 49                | –                 | 7                 | 2                 | 9                 | 39                | –                 | 4                 | –                 | 1                 | 89                | It's My Life                                |
| 1984 | "Dum Dum Girl"                               | 74                | –                 | –                 | 20                | 31                | 34                | –                 | –                 | –                 | 24                | –                 | It's My Life                                |
| 1984 | "Tomorrow Started (Live)" (Dutch release)    | –                 | –                 | –                 | –                 | –                 | –                 | –                 | –                 | –                 | –                 | –                 | —                                           |
| 1985 | "It's My Life" (Reissue)                     | 93                | –                 | –                 | 33                | –                 | –                 | –                 | –                 | –                 | –                 | –                 | It's My Life                                |
| 1986 | "Life's What You Make It"                    | 16                | 48                | 49                | 24                | 11                | 11                | 17                | 14                | –                 | 17                | 90                | The Colour of Spring                        |
| 1986 | "Living in Another World"                    | 48                | –                 | 44                | 34                | 22                | –                 | –                 | 26                | –                 | 23                | –                 | The Colour of Spring                        |
| 1986 | "Give It Up"                                 | 59                | –                 | –                 | –                 | –                 | –                 | –                 | –                 | –                 | –                 | –                 | The Colour of Spring                        |
| 1986 | "I Don't Believe in You"                     | 96                | –                 | –                 | –                 | –                 | –                 | –                 | –                 | –                 | –                 | –                 | The Colour of Spring                        |
| 1988 | "I Believe in You"                           | 85                | –                 | –                 | –                 | 65                | 43                | –                 | –                 | –                 | –                 | –                 | Spirit of Eden                              |
| 1990 | "It's My Life" (2nd Reissue)                 | 13                | –                 | –                 | 49                | –                 | –                 | 23                | –                 | –                 | –                 | –                 | Natural History: The Very Best of Talk Talk |
| 1990 | "Life's What You Make It" (Reissue)          | 23                | –                 | –                 | –                 | –                 | –                 | 23                | –                 | –                 | –                 | –                 | Natural History: The Very Best of Talk Talk |
| 1990 | "Such a Shame" (Reissue)                     | 78                | –                 | –                 | –                 | –                 | –                 | –                 | –                 | –                 | –                 | –                 | Natural History: The Very Best of Talk Talk |
| 1991 | "Living in Another World '91" (Remix)        | 79                | –                 | –                 | –                 | –                 | –                 | –                 | –                 | –                 | –                 | –                 | History Revisited: The Remixes              |
| 1991 | "After the Flood"                            | –                 | –                 | –                 | –                 | –                 | –                 | –                 | –                 | –                 | –                 | –                 | Laughing Stock                              |
| 1991 | "New Grass"                                  | –                 | –                 | –                 | –                 | –                 | –                 | –                 | –                 | –                 | –                 | –                 | Laughing Stock                              |
| 1991 | "Ascension Day"                              | –                 | –                 | –                 | –                 | –                 | –                 | –                 | –                 | –                 | –                 | –                 | Laughing Stock                              |
| 2003 | "It's My Life" (Liquid People vs. Talk Talk) | 64                | –                 | –                 | –                 | –                 | –                 | –                 | –                 | –                 | –                 | –                 |                                             |

### Alte apariții
- In 2002 Sandra (cântăreață) released a cover version of "Such a Shame" which became no hit.
- In 2002 the song "Life's What You Make It" was featured in the Grand Theft Auto Vice City.
- In 2003 No Doubt released a cover version of "It's My Life" which became a major international hit.
- Brenner and Hollis received co-credits for Alex Gold's 2003 song "LA Today" (featuring Phil Oakey)
- In 2006 the song "It's My Life" (extended version) was featured in the Grand Theft Auto Vice City Stories.
- In 2008 "It's My Life" was featured in Saints Row 3.

## Videografie

### Concerte
- "Crying In The Rain - Mark Hollis (Live 1976)"
- "Live at Montreux 1986" (DVD)
- "Mirror Man (Live 1982)"
- "Talk Talk (Live 1982)"
- "Today (Live 1982)"
- "Today (Live 1984)"
- "Call In The Night Boy (Live 1984)"
- "Tomorrow Started (Live 1984)"
- "Such a Shame (Live 1984)"
- "It's My Life (Live 1984)"
- "Mirror Man (Live 1985)"
- "Does Caroline Know? (Live 1985)"
- "Life's What You Make It (Live 1986)"
- "Tomorrow Started (Live 1986)"
- "Renée (Live 1986)"
- "Give It Up (Live 1986)"
- "Living In Another World (Live 1986)"
- "I Don't Believe In You (Live 1986)"
- "I Believe In You (Live 1988)"
- "Renée (Live 1993)"
- "It's My Life (Live 1993)"

### Interviuri
- "Mark Hollis - Tim Pope Interviu 1986
- "Mark Hollis Interviu 1986
- "Mark Hollis Interviu 1998